# Rowlandius potiguar
Espèce
Rowlandius potiguar est une espèce de schizomides de la famille des Hubbardiidae.

## Distribution
Cette espèce est endémique du Rio Grande do Norte au Brésil. Elle se rencontre dans des grottes à Felipe Guerra, Baraúna, Governador Dix-Sept Rosado et Martins.

## Description
Le mâle holotype mesure 3,58 mm et la femelle paratype 4,17 mm.

## Publication originale
- Santos, Ferreira & Buzatto, 2013 : Two New Cave-Dwelling Species of the Short-Tailed Whipscorpion Genus Rowlandius (Arachnida: Schizomida:Hubbardiidae) from Northeastern Brazil, with Comments on Male Dimorphism. PLOS ONE, vol. 8, no 5, p. e63616 (texte intégral).